# My Secret Life
My Secret Life – czwarty album muzyczny amerykańskiej piosenkarki Julee Cruise. Został wydany 1 marca 2011 przez wytwórnię Purley Sounds. Album wyprodukował dawny członek zespołu Deee-lite, DJ Dmitry.

## Lista utworów
| nr                 | Tytuł                | Długość      |
| ------------------ | -------------------- | ------------ |
| 1                  | My Secret Life       | 4:56         |
| 2                  | I'm Crazy            | 3:30         |
| 3                  | I Luv U 2 Death      | 3:25         |
| 4                  | A Fatal Beating      | 5:14         |
| 5                  | Your Girl            | 4:12         |
| 6                  | Mine                 | 4:31         |
| 7                  | Orbiting Planet Fear | 4:00         |
| 8                  | Season of the Witch  | 3:47         |
| 9                  | Cloudy Days          | 4:50         |
| 10                 | Bright Shiny Way     | 3:33         |
| 11                 | Only Us              | 4:16         |
| 12                 | I'm Wishing          | 4:32         |
| 13                 | The Bitter Suite     | 3:52         |
| Całkowita długość: | Całkowita długość:   | 50:46 + 3:52 |